# Abschlagsdividende
Eine Abschlagsdividende (Interims-, Zwischendividende, engl. quarter dividend, fractional dividend payment) ist eine Vorauszahlung eines Teils einer Dividende an die Aktionäre, beispielsweise vierteljährlich. Sie ist in Deutschland nur unter ganz bestimmten Voraussetzungen, insbesondere erst nach Abschluss eines Geschäftsjahres, das Gewinn ausgewiesen hat, möglich und daher die Ausnahme. Hintergrund dieser gesetzlichen Maßnahme ist, das Unternehmen vor einem Substanzverlust zu schützen. In anderen Ländern wie den USA ist sie jedoch üblich.

## Rechtsquellen
- Deutschland: § 59 AktG – Abschlagszahlung auf den Bilanzgewinn
- Österreich: § 54a AktG – Abschlagszahlung auf den Bilanzgewinn